# Nick Dougherty

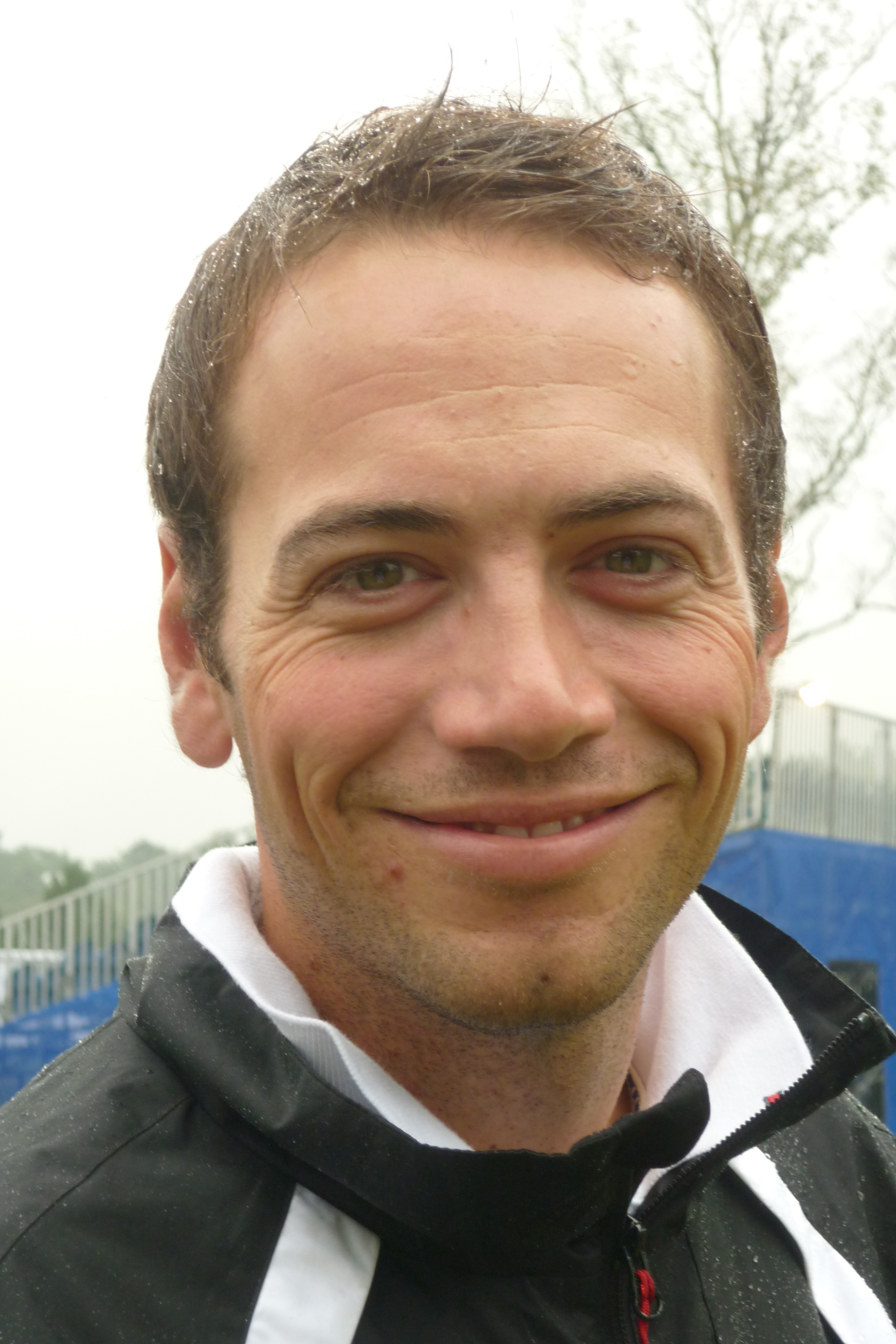
KLM Open 2010.

Nick Doughtery (Bootle (Merseyside), 24 mei 1982) is een professioneel golfer uit Engeland.

## Amateur
Doughterty groeide op in Lancashire. Hij maakte deel uit van Nick Faldo's Junior Series en had een mooie amateurscarrière.

### Gewonnen
- 1997: Faldo Junior Series, Golf Foundation Player of the Year
- 1999: Faldo Junior Series, European Under 21 Championship, World Boys Championship, Polo Classic Under 19 Championship (USA)
- 2000: Faldo Junior Series, Polo Golf Classic Stroke Play Championship (USA), Guatemalan Amateur Open Championship
- 2001: Lake Macquarie Amateur Kampioenschap

### Teams
- Walker Cup (namens Groot-Brittannië en Ierland): 2001 (winnaars)
- St Andrews Trophy: 2000 (winnaars)
- Jacques Leglise Trophy: 1998 (winnaars), 1999 (winnaars)
- World Boys: 1998 (winnaars), 1999 (winnaars)

## Professional
In 2001 werd Dougherty professional en hij haalde op de Tourschool een kaart voor de Europese PGA Tour (ET) van 2002. Dat jaar behaalde hij de 36ste plaats op de Order of Merit en verdiende de Sir Henry Cotton Rookie of the Year Award. In 2003 was hij enkele maanden ziek, in 2004 bleef hij nog net in de top 100 en in 2005 behaalde hij zijn eerste overwinning.
In 2007 stond hij na de eerste ronde van het US Open aan de leiding. Uiteindelijk eindigde hij op de 7de plaats. Daarmee kwalificeerde hij zich voor deelname voor het jaar daarop, en ook voor de Masters.

### Gewonnen
- 2005: Caltex Masters in Singapore, Maarten Lafeber en Colin Montgomerie werden gedeeld tweede.
- 2007: Alfred Dunhill Links Championship
- 2009: BMW International Open

### Teams
- Seve Trophy (namens Groot-Brittannië en Ierland): 2005 (winnaars), 2007 (winnaars), 2009 (winnaars)
- Royal Trophy (namens Europa): 2009